# Tomás de Torquemada

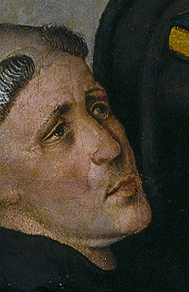
Tomás de Torquemada
Ausschnitt aus dem Gemälde La Virgen de los Reyes Católicos

Tomás de Torquemada, O.P. (lateinisch Thomas a Turrecremata; * 1420 in Valladolid oder Torquemada (Palencia); † 16. September 1498 in Ávila) war ein kastilischer Dominikaner. Er war Generalinquisitor in den Reichen der Krone von Kastilien und den Reichen der Krone von Aragonien. Als Vorsitzender des Consejo de la Suprema y General Inquisición organisierte er diese neu entstandene staatliche Behörde. Durch die von ihm verfassten Richtlinien (Instrucciones) prägte er das Wirken der Spanischen Inquisition.

## Herkunft
Thomás de Torquemada stammte aus einer in Valladolid angesehenen adeligen Familie. Sein Vater war der Regidor Pedro Fernández de Torquemada, seine Mutter Mencía Ortega. Kardinal Juan de Torquemada war sein Onkel.  Er wuchs vermutlich in Valladolid auf und erhielt seinen ersten Unterricht im Kloster San Pablo.

## Beruflicher Werdegang bis 1482
Tomás de Torquemada trat im Kloster San Pablo de Valladolid in den Dominikanerorden ein. Sein Studium, vermutlich auf der Universität Valladolid, beendete er als „bachiller en teología“. 1455 wurde er Prior des Klosters Santa Cruz la Real in Segovia. Dieses Amt, in dem 1218 gegründeten ältesten Kloster des  Dominikanerordens in Spanien, hatte ein großes gesellschaftliches und politisches Ansehen.
In der Zeit vor 1475 war er zeitweise Beichtvater der damaligen Fürstin von Asturien, der späteren Königin Isabella. Auch wenn es kein genaues Datum gibt, stimmen nahezu alle Autoren darin überein, dass Torquemada Beichtvater Isabellas wurde, als sie noch Prinzessin war. Der Titel des Beichtvaters der Könige blieb allgemein erhalten, auch wenn die Tätigkeit nicht mehr ausgeübt wurde.

## Ernennung zum Inquisitor und Generalinquisitor
Im Jahr 1478 genehmigte Papst Sixtus IV. dem kastilischen Herrscherpaar Isabella und Ferdinand Inquisitoren für Kastilien zu berufen. 1480 wurden zwei Inquisitoren für Sevilla ernannt. Gegen die Art ihres Vorgehens protestierten die sevillanische Bevölkerung und der Klerus beim Papst. Der kritisierte die sevillanischen Inquisitoren, setzte sie aber nicht ab.
In einer Bulle vom Februar 1482 ernannte der Papst acht Dominikanermönche zu Inquisitoren. Bei der Aufzählung der Namen wurde an der siebenten Stelle  „Thome de Turrecremata, Baccalaurio“ genannt. Über Prozesse, die Tomás de Torquemada als Inquisitor selbst durchgeführt hat, ist nichts bekannt. In der ersten Hälfte des Jahres 1483 ernannte Sixtus IV. Tomás de Torquemada zum Generalinquisitor für Kastilien. Das genaue Datum der Ernennung ist unbekannt. Das Dokument dazu konnte nicht gefunden werden. Als Sixtus IV. ihn am 17. Oktober 1483 zum Generalinquisitor von Aragonien, Katalonien und Valencia ernannte, musste die Ernennung zum Generalinquisitor von Kastilien schon zuvor erfolgt sein. Durch eine Bulle vom 3. Februar 1485 bestätigt Innozenz VIII. Tomás de Torquemada im Amt des Generalinquisitors in allen Königreichen, Ländern und Besitzungen der Krone von Kastilien und der Krone von Aragonien.
Nach dem Tod des vom Papst 1483 als Berufungsrichter für alle Entscheidungen der Spanischen Inquisition berufenen Erzbischof von Sevilla Íñigo Manrique de Lara wurde Tomás de Torquemada durch ein Breve des Papstes Innozenz VIII. vom 25. September 1487 zum Richter der obersten Instanz für alle Verfahren der Spanischen Inquisition berufen.

## Schaffung der Spanischen Inquisition
Die mittelalterlichen Inquisitionstribunale erledigten ihre Aufgabe unabhängig voneinander und wurden dann aufgelöst. Das vom Papst verliehene Amt des Generalinquisitors in einem bestimmten Herrschaftsgebiet war nicht mit dem Bestand einer Verwaltungsorganisation verbunden. In den Jahren 1483 bis 1488 schuf Tomás de Torquemada mit dem Consejo de la Suprema y General Inquisición (kurz: „La Suprema“) eine Organisation, die die Voraussetzungen für eine dauerhafte, effektive Tätigkeit der neu geschaffenen Spanischen Inquisition garantierte. Die Einrichtung der örtlichen Tribunale, ihre Ausstattung und Finanzierung wurde durch dieses staatliche Organ organisiert. Die Suprema war ein politisches Verwaltungsorgan der Monarchie und dementsprechend benötigte ihre Einrichtung nicht die Zustimmung des Papstes, auch wenn der vom Papst ernannte Generalinquisitor Vorsitzender dieser Behörde war. Mit der Unterstützung des Königspaares Isabella und Ferdinand schuf Torquemada die endgültige Struktur der Suprema. Es wurden Tribunale in Ciudad Real, in Jaén, Valencia, Teruel eingerichtet und in den folgenden Jahren in Saragossa, Barcelona und anderen Städten der Iberischen Halbinsel. Jedes Tribunal wurde auf Kosten der Krone mit dem entsprechenden Personal, dem notwendigen Inventar in angemessenen Gebäuden ausgestattet.

## Instrucciones
Die ersten Inquisitoren in Sevilla 1480 fällten ihre Urteile auf der Grundlage des allgemeinen Kanonischen Rechtes und der damals vorhandenen Literatur. Das waren z. B. das 1323–1324 von Bernard Gui geschaffene Werk  „Practica officii inquisitionis heretice pravitatis“ und das ebenfalls im 14. Jahrhundert geschriebene „Directorium inquisitorum“ des aus dem Katalonien stammenden Dominikaners Nicolás Aymerich. Beide Werke befassen sich aber kaum mit dem Hauptproblem der Spanischen Inquisition am Ende des 15. Jahrhunderts, den Conversos.

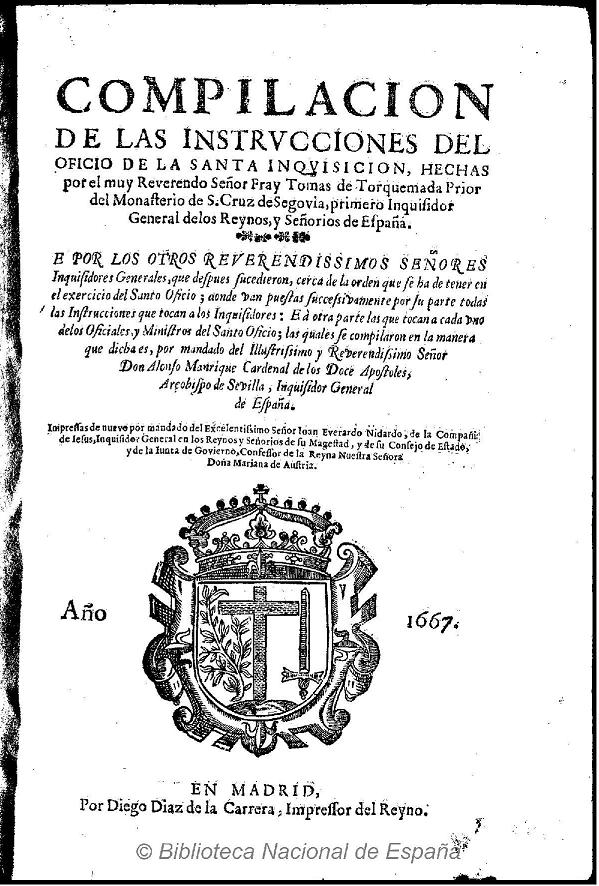
Instrucciones (Ausgabe 1667)

Um bei allen Tribunalen der Spanischen Inquisition eine einheitliche Linie in der Vorgehensweise, der Beurteilung der Taten und der Festsetzung der Strafen zu finden, erarbeitete Tomás de Torquemada die ersten vier „Instrucciones Generales“ (Allgemeine Richtlinien). Die Instrucciones wendeten sich nicht nur an die Inquisitoren, sondern auch an die Mitarbeiter wie die Gefängniswärter, Notare und Finanzverwalter der regionalen Tribunale.
Die zwischen 1484 und 1498 von Tomás de Torquemada herausgegebenen Instrucciones wurden später unter dem Namen „Instrucciones antiguas“ bekannt, im Gegensatz zu den „Instrucciones nuevas“ seiner Nachfolger im 16. Jahrhundert. Auf Anordnung des Generalinquisitors Alonso Manrique de Lara y Solís wurden die Texte 1536 zum ersten Mal gedruckt veröffentlicht. Weitere Auflagen folgten zusammen mit den Instrucciones nuevas in den kommenden Jahrhunderten.
Die erste „Instrucción general“ wurde im November 1484 während einer Versammlung in Sevilla vorgestellt, an der das Königspaar, Torquemada und die Inquisitoren der Tribunale von Sevilla, Córdoba, Ciudad Real und Jaén teilnahmen. Sie befassten sich in erster Linie mit Beschlagnahmungen, der Einziehung von Gütern, Geldstrafen, entehrenden Strafen, Folter usw. Die folgenden Instrucciones präzisierten das Verfahren bei Gnadenserlassen, Festnahmen, Prozessen, Konfiskationen, Verurteilungen, Sanbenitos und das Abhalten von Autodafés.

## Einschränkung der Tätigkeit
Mit Rücksicht auf das Alter und den Gesundheitszustand Tomás de Torquemadas ernannte Papst Alexander VI. am 23. Juli 1494 Martín Pons oder Ponce de León, Erzbischof von Messina,  Íñigo Manrique de Lara, Bischof von Córdoba, Francisco Sánchez de la Fuente, Bischof von Avila und Alfonso de la Fuente de Salce, Bischof von Mondoñedo zu Generalinquisitoren, die zusammen mit Tomás de Torquemada handeln sollen. Im Jahr 1496 zog er sich in das Kloster des Heiligen Tomás in Avila zurück. Dort starb er am 16. September 1498.

## Historische Bewertung
Tomás de Torquemada ist eine der zentralen Figuren der spanischen Leyenda negra. Die von ihm erarbeiteten Instrucciones (Richtlinien) und die Visitaciones (Kontrollen durch Vertreter der Suprema) schränkten willkürliches Handeln der Inquisitoren ein. Die vorgeschriebene Vorgehensweise, einschließlich der Folter, bei der Durchführung der Prozesse führten zu einer sachbezogenen, mitleidlosen Arbeit der örtlichen Tribunale.
Über die Prozesse, bei denen Tomás de Torquemada selbst als Inquisitor tätig war, gibt es keine Informationen. Während seiner Zeit als Generalinquisitor hatte er die Aufsicht über die Spanische Inquisition. Daher werden die Urteile aller Inquisitionstribunale in den Herrschaftsgebieten der Krone von Kastilien und der Krone von Aragonien häufig als seine Urteile bezeichnet.
Im 19. Jahrhundert wurde für die Zeit, in der die Inquisition unter der Leitung von Torquemada stand, von 8.800 mit dem Tod auf dem Scheiterhaufen verurteilten Personen ausgegangen. 6.500 Personen sollen, da sie bereits tot oder geflüchtet waren als Puppen verbrannt und 90.000 Angeklagte zu verschiedenen Strafen und Bußen verurteilt und wieder mit der Kirche versöhnt worden sein. Genaue Zahlen sind bis zum Jahr 1530 nur aus einzelnen Inquisitionsbezirken bekannt. Diese Zahlen lassen sich aber aufgrund der unterschiedlichen Voraussetzungen nicht auf die anderen Bezirke hochrechnen. Die Geschichtswissenschaft geht heute von etwa 2.000 Todesurteilen zwischen 1481 und 1504 aus.